# Campeonato Mundial de Esquí Nórdico de 1934
El XI Campeonato Mundial de Esquí Nórdico se celebró en la localidad de Sollefteå (Suecia) entre el 20 y el 25 de febrero de 1934 bajo la organización de la Federación Internacional de Esquí (FIS) y la Federación Sueca de Esquí.

## Esquí de fondo
| Evento                   | Oro                                                                                       | Plata                                                                     | Bronce                                                                                         |
| ------------------------ | ----------------------------------------------------------------------------------------- | ------------------------------------------------------------------------- | ---------------------------------------------------------------------------------------------- |
| 18 km (22.02)            | Sulo Nurmela · Finlandia · 1:04:29                                                        | Veli Saarinen · Finlandia · 1:05:35                                       | Martti Lappalainen · Finlandia · 1:06:08                                                       |
| 50 km (24.02)            | Elis Wiklund · Suecia · 4:06:43                                                           | Nils-Joel Englund · Suecia · 4:07:41                                      | Olli Remes · Finlandia · 4:08:05                                                               |
| Relevo 4 × 10 km (25.02) | Finlandia · Sulo Nurmela · Klaes Karppinen · Martti Lappalainen · Veli Saarinen · 2:40:28 | Alemania Walter Motz Josef Schreiner Willy Bogner Herbert Leupold 2:51:23 | Suecia · Allan Karlsson · Lars Theodor Jonsson · Nils-Joel Englund · Arthur Häggblad · 2:53:07 |

## Salto en esquí
| Evento                       | Oro                                       | Plata                             | Bronce                              |
| ---------------------------- | ----------------------------------------- | --------------------------------- | ----------------------------------- |
| Trampolín individual (20.02) | Kristian Johansson · Noruega · 228,5 pts. | Arne Hovde · Noruega · 225,0 pts. | Sven Eriksson · Suecia · 223,1 pts. |

## Combinada nórdica
| Evento             | Oro                              | Plata                             | Bronce                             |
| ------------------ | -------------------------------- | --------------------------------- | ---------------------------------- |
| Individual (20.02) | Oddbjørn Hagen · Noruega · 441,9 | Sverre Kolterud · Noruega · 427,5 | Hans Vinjarengen · Noruega · 416,7 |

## Medallero
| Núm. | País      | Oro | Plata | Bronce | Total |
| ---- | --------- | --- | ----- | ------ | ----- |
| 1    | Noruega   | 2   | 2     | 1      | 5     |
| 2    | Finlandia | 2   | 1     | 2      | 5     |
| 3    | Suecia    | 1   | 1     | 2      | 4     |
| 4    | Alemania  | 0   | 1     | 0      | 1     |
|      | TOTAL     | 5   | 5     | 5      | 15    |